# هنري ماينورينغ
هنري ماينورينغ، (بالإنجليزية: Henry Mainwaring)‏ (ولد في آيتفيلد، إنجلترا، 1587 - توفي سنة 1653)، رجل قانون وقرصان و عسكري و سياسي و كاتب إنجليزي. تخرج كقانوني من جامعة أوكسفورد، قبل أن يمتهن القرصنة البحرية، انطلاقا من موقع المعمورة في المغرب. أصبح بعد ذلك ضابطا بالبحرية الملكية البريطانية. اصطف ماينورينغ إلى جانب الملكيين خلال الحرب الأهلية الإنجليزية (1642-1651)، و كان عضوا في الغرفة السفلى للبرلمان الإنجليزي، بين 1621 و1622.

## سيرته

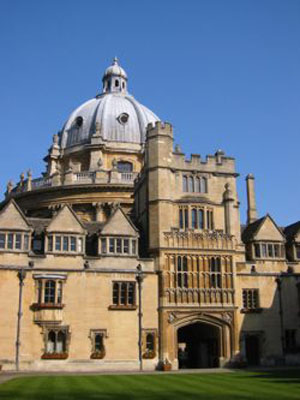
بريزنوز كوليدج في أوكسفورد

كان هنري ثاني أبناء السير جورج ماينوارينغ، أحد نبلاء غرب إنجلترا، و كان ينتمي لعائلة مرتبطة بمجال البحرية. تلقى تعليمه في بريزنوز كوليدج في أوكسفورد، الذي تخرج منه في سن الخامسة عشر. في 1610، تم تكليفه من طرف أميرال البحرية بمهمة إلقاء القبض على القرصان بيتر إيستون، إلا أنه فشل في المهمة. تم تكليفه بعد ذلك، بمهمة قرصنة سيادية، لفائدة إنجلترا، و تزويده بسفينة مسلحة، لمهاجمة السفن الملاحية الإسبانية بمنطقة الهند الغربية، إلا أنه نقض التكليف و اشتغل لحسابه الخاص كقرصان مستقل.

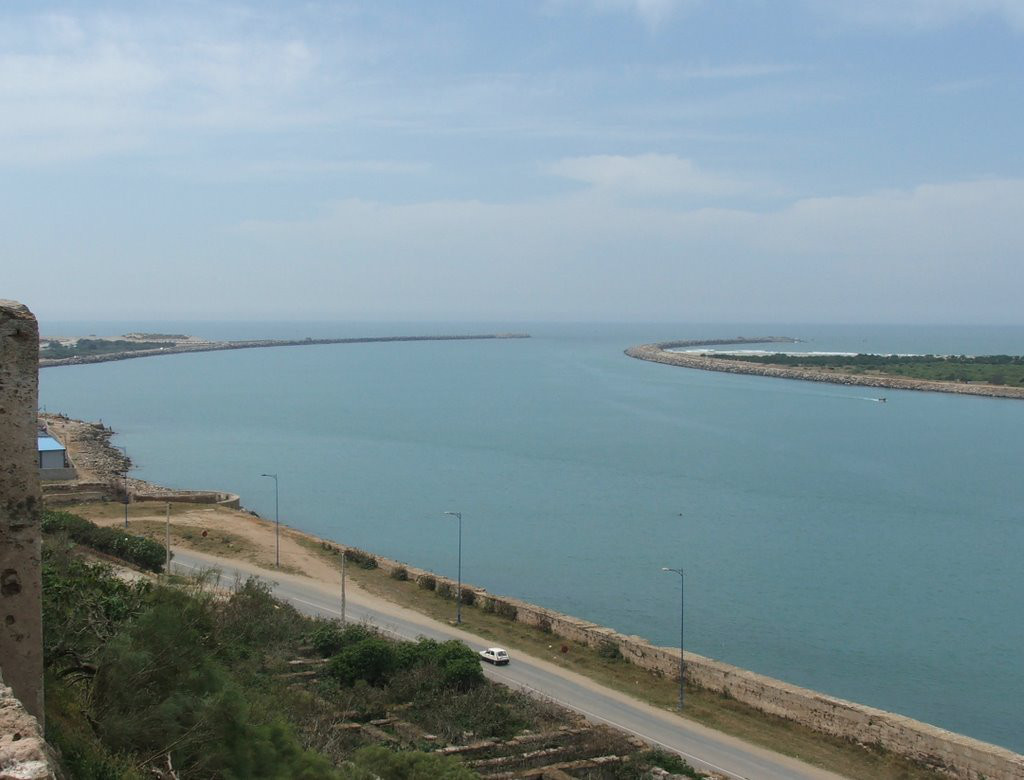
موقع المعمورة، على مصب نهر سبو

اتخذ مانورينغ ميناء المعمورة، في الساحل الأطلسي المغربي، كمنطلق لعملياته، و استطاع تكوين أسطول كبير، انطلاقا من السفن المقرصنة، و أصبح من أهم القراصنة الدوليين في شمال المحيط الأطلسي. في 1614، و بغرض التزود باليد العاملة، قام بغزو جزيرة نيوفاوندلاند، التي حل بها في 4 يونيو 1614، و غادرها في شتنبر 1614، آسرا عددا كبيرا من البنائين و غانما كميات مهمة من الدخائر و المواد الأولية.
في 1615، عرض عليه عفو ملكي من طرف الملك جيمس الأول، مقابل تخليه عن نشاط القرصنة. قبل ماينورينغ العرض في 1616، و أصبح من جديد منخرطا في صفوف البحرية الملكية، و اختص في محاربة القرصنة البحرية. تم منحه لقب النبالة سنة 1618، و انتخب كنائب برلماني عن دوفر، في 1621. أنهى مساره المهني اللامع، في صفوف البحرية الملكية، سنة 1639، حيث تقاعد في رتبة لواء بحري.
خلال الحرب الأهلية الإنجليزية، تعاطف ماينورينغ مع الملكيين، مما أدى إلى إقصائه من المشهد السياسي، و في 1644، رافق الأمير تشارلز إلى منفاه في جزيرة جيرزي، حيث مات فقيرا. دفن في كنيسة سانت جيلز، كامبرويل، في لندن، سنة 1653.

## مؤلفاته
- في أصول و تقنيات القراصنة و طرق محاربتهم (بالإنجليزية: Of the beginnings, practices, and suppression of pirates)‏؛ 1616.[3]
- قاموس البحار (بالإنجليزية: Seaman’s Dictionary)‏؛ 1644.[4]

## وصلة خارجية
- صفحة هنري ماينورينغ في موقع historyofparliamentonline.org